# Epistrophe eligans
Genre
Epistrophe eligans est une espèce d'insectes diptères de la famille des Syrphidae.

## Systématique
Le nom valide complet (avec auteur) de ce taxon est Epistrophe eligans (Harris, 1780).
L'espèce a été initialement classée dans le genre Musca sous le protonyme Musca eligans Harris, 1780.
Epistrophe eligans a pour synonymes :
- Epistrophe bifasciatus Fabricius, 1794
- Musca eligans Harris, 1780
- Musca interruptus Gmelin, 1790
- Scaeva fenestrata Meigen, 1822
- Scaeva volitans Gravenhorst, 1807
- Syrphus bifasciatus Fabricius, 1794
- Syrphus eligans Harris, 1780
- Syrphus fulvipes Wiedemann, 1822
- Syrphus trifasciatus Strobl, 1898